# 中国孩子
中国孩子是中国民谣歌手周云蓬的第二张专辑，发行于2007年。同前一张专辑《沉默如谜的呼吸》相比，除了解析一个盲人的内心世界之外，也有歌曲反映了部分社会问题。专辑中同名歌曲“中国孩子”最为出名。专辑限量发行3000张，封面由其女友于小雅所设计。

## 曲目
1. 煮熟的鸭子要飞走
全曲仅有两句歌词，歌曲反映了北漂人士一种恍惚迷离的状态
2. 买房子
歌曲反映了中国大陆目前购房难的困境
3. 黄金粥
歌曲反映了周云蓬对民工在城市中现状的同情，表现了对黄金周这个假期制度，底层穷苦人们的感受只是给富人的社会福利的无奈[2] 。
4. 中国孩子 “中国孩子”片段试听
歌曲反映了中国社会现状的一些问题，并表达了他对中国下一代的担忧。在1994年克拉玛依大火之后，周云蓬就决定为此写歌。由民谣吉他为主要乐器，辅以鼓和大提琴伴奏，中间取有童声采样。旋律简单上口而不失感染力。许多人正是从这首歌曲中认识了新兴民谣歌手周云蓬，并引发了对中国社会现状的更多关注与思考。
5. 如果你突然瞎了怎么办
街边的随机采访，对路人进行失明的假设，将南腔北调各式各样的答案加以收录
6. 金斯堡妈妈的一封信
周云蓬对美国垮掉派诗人艾伦·金斯堡的个人理解
7. 一个儿童的共产主义梦想
周云蓬对儿时希望的回忆与理解，于酒吧现场录制
8. 悬棺
周云蓬游历三峡发现悬棺时引发的对死亡的思考
9. 百字明念诵：根秋上师
经文，金刚萨埵百字明咒的选段